# Юдо-Нума
Юдо-Нума (яп. 湧洞沼) — солоноватоводное дистрофное озеро на юго-восточном побережье южной части японского острова Хоккайдо. Административно располагается на территории посёлка Тоёкоро, относящегося к округу Токати в префектуре Хоккайдо.
Озеро лагунного происхождения, сложной формы, вытянуто в субмеридиональном направлении. Находится на высоте 5 м над уровнем моря. Акватория состоит из нескольких частей, соединяемых проливами. Площадь озера составляет 3,49 км² (по другим данным — 4,43 км²). Наибольшая глубина — 3,5 м, средняя — 1,3 м. Протяжённость береговой линии — 17,8 км. С северной стороны впадает река Юдо-Гава.
В 1972 году на базе озера создана одноимённая особо охраняемая природная территория (категория МСОП — IV) площадью 7,67 км².